# Società Sportiva Calcio Giugliano 2006-2007
Questa voce raccoglie le informazioni riguardanti la Società Sportiva Calcio Giugliano nelle competizioni ufficiali della stagione 2006-2007.

## Sponsor
Lo sponsor tecnico è Legea, mentre lo sponsor ufficiale è Giugliano Città della Mela Annurca.

## Rosa
| N. |                    | Ruolo | Calciatore            |
| -- | ------------------ | ----- | --------------------- |
|    | Italia (bandiera)  | A     | Fabio Alterio         |
|    | Italia (bandiera)  | D     | Salvatore Astarita    |
|    | Italia (bandiera)  | A     | Alessandro Belleri    |
|    | Italia (bandiera)  | C     | Giampiero Buonocore   |
|    | Italia (bandiera)  | A     | Carlo Maria Caligiuri |
|    | Italia (bandiera)  | D     | Giuseppe Campisi      |
|    | Camerun (bandiera) | A     | Dani Chigou           |
|    | Italia (bandiera)  | D     | Stefano Citterio      |
|    | Italia (bandiera)  | P     | Juri De Marco         |
|    | Italia (bandiera)  | C     | Gennaro Di Meo        |
|    | Italia (bandiera)  | A     | Nunzio Di Roberto     |
|    | Italia (bandiera)  | A     | Pietro Famiano        |
|    | Italia (bandiera)  | A     | Gianluca Flaminio     |
|    | Italia (bandiera)  | C     | Giuseppe Flaminio     |
|    | Italia (bandiera)  | D     | Emanuele Flauto       |
|    | Italia (bandiera)  | C     | Daniele Gallinaro     |
|    | Italia (bandiera)  | A     | Bruno Maggi           |

| N. |                   | Ruolo | Calciatore           |
| -- | ----------------- | ----- | -------------------- |
|    | Italia (bandiera) | C     | Emanuele Marzocchi   |
|    | Italia (bandiera) | D     | Vincenzo Mele        |
|    | Italia (bandiera) | D     | Michele Mencarelli   |
|    | Italia (bandiera) | P     | Pasquale Mezzacapo   |
|    | Italia (bandiera) | C     | Marco Milella        |
|    | Italia (bandiera) | C     | Antonio Pepe         |
|    | Italia (bandiera) | C     | Rosario Pepe         |
|    | Italia (bandiera) | D     | Gennaro Pirozzi      |
|    | Italia (bandiera) | D     | Ciro Poziello        |
|    | Italia (bandiera) | D     | Raffaele Poziello    |
|    | Italia (bandiera) | A     | Arcangelo Ragosta    |
|    | Italia (bandiera) | D     | Pasquale Rainone     |
|    | Italia (bandiera) | A     | Gianluca Russo       |
|    | Italia (bandiera) | A     | Vincenzo Scarpato    |
|    | Italia (bandiera) | C     | Gennaro Sileno       |
|    | Italia (bandiera) | C     | Gaetano Toscano      |
|    | Italia (bandiera) | D     | Alessandro Varchetta |